# Lepetodrilus nux
Lepetodrilus nux is een slakkensoort uit de familie van de Lepetodrilidae. De wetenschappelijke naam van de soort is voor het eerst geldig gepubliceerd in 1993 door Okutani, Fujikura & Sasaki.